# 2002年亞洲運動會水上芭蕾比賽
2002年亞洲運動會花樣游泳比賽於9月30日至10月2日在韓國釜山社稷室內游泳池舉行，此次比賽設兩個小項（女子單人、女子雙人），共有來自7個國家和地區的16名運動員參加 。日本隊奪得兩枚金牌，韓國隊和中國隊以銀牌和銅牌並列獎牌榜。

## 賽程
| T | 常規表演 | F | 自由表演 |

| 項目↓/日期→ | 9月30日 | 10月1日 | 10月2日 |
| ----------- | ------- | ------- | ------- |
| 女子單人    | T       | F       |         |
| 女子雙人    | T       |         | F       |

## 各項成績
| 項目          | 金牌                       | 银牌                    | 铜牌                                    |
| 單人 （詳細） | 日本 · 立花美哉            | 韩国 · Jang Yoon-kyeong | 中国 · 李震                             |
| 雙人 （詳細） | 日本 · 立花美哉 · 武田美保 | 中国 · 顾贝贝 · 张晓欢  | 韩国 · Jang Yoon-kyeong · Kim Min-jeong |

## 獎牌榜
| 排名                     | 国家 / 地区              | 金牌 | 銀牌 | 銅牌 | 总计 |
| ------------------------ | ------------------------ | ---- | ---- | ---- | ---- |
| 1                        | 日本（JPN）              | 2    | 0    | 0    | 2    |
| 2                        | 中国（CHN）              | 0    | 1    | 1    | 2    |
| 2                        | 韩国（KOR）              | 0    | 1    | 1    | 2    |
| 总计（共3个国家 / 地区） | 总计（共3个国家 / 地区） | 2    | 2    | 2    | 6    |

## 參賽國家
共有來自7個國家的16名運動員參加水上芭蕾比賽：
- 中国（3）
- 中国香港（2）
- 日本（2）
- （2）
- 中国澳门（3）
- 韩国（2）
- （2）

## 外部鏈接
- 2002 Asian Games Official Report, Pages 247–248 （页面存档备份，存于）

Template:2002年亚洲运动会项目